# Лиманный (Егорлыкский район)
Лиманный — упразднённый посёлок в Егорлыкском районе Ростовской области. На момент упразднения входит в состав Егорлыкского сельского поселения. В 1998 году включен в состав станицы  Егорлыкская и исключен из учётных данных.

## География
Располагался на северо-востоке района, в степной зоне, на расстоянии приблизительно в 5,5 км (по прямой) к северо-востоку от станицы Егорлыкская.

## История
В марте 1975 г. посёлок Егорлыкский откормсовхоз переименован в посёлок Лиманный.